# 玉蒲團
《玉蒲团》是以李渔小说《肉蒲团》为蓝本的电影作品。因为“玉”和“肉”在廣東話中同音，所以香港电影三级片片名中将肉蒲团雅称为玉蒲团。拍摄有多部玉蒲团系列电影，男主角大多由徐锦江出演。 

## 电影作品列表
玉（肉）蒲团系列：
- 《玉蒲團之偷情寶鑑》1991年
- 《玉蒲团之玉女心经》1996年
- 《玉蒲团之官人我要》1998年
- 《3D肉蒲團之極樂寶鑑》2011年

其它：
- 《玉蒲团笑传》1996年，主演徐錦江、楊玉梅、洪曉芸、張萱、何家駒、關寶慧、林尚義、黃一飛
- 《足本玉蒲团》1987年以《浮世風情繪》上映，1996重映改名《足本玉蒲團》